# 北アフリカサッカー連合

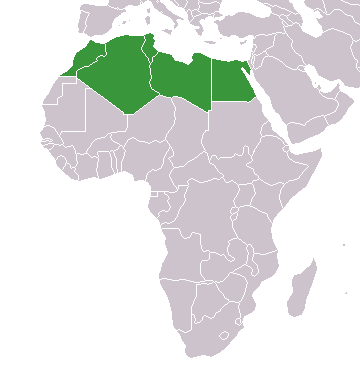
UNAFメンバー

北アフリカサッカー連合（きたアフリカサッカーれんごう、仏: Union Nord-Africaine de Football, 阿: اتحاد شمال إفريقيا لكرة القدم）は、北アフリカ諸国によって構成されるサッカーの組織団体である。
2005年に、アフリカサッカー連盟（CAF）に加盟している北アフリカのアルジェリア、エジプト、リビア、モロッコ、チュニジアの各サッカー連盟（協会）が参加して結成された。会長職は5年毎の持ち回り制である。
エジプトサッカー協会は2009年11月19日に、2010 FIFAワールドカップ・アフリカ予選プレーオフのサッカーエジプト代表対アルジェリア代表の際に起こった出来事を不服として北アフリカサッカー連合を脱退すると発表したが、2011年に再加盟している。

## 管轄大会
現存
- UNAF U-23トーナメント（英語版）
- UNAF U-20トーナメント（英語版）
- UNAF U-17トーナメント（英語版）
- UNAFクラブカップ（英語版）
- UNAF女子トーナメント（英語版）
- UNAF女子クラブトーナメント（英語版）
- 北アフリカフットサルトーナメント（英語版）

廃止
- 北アフリカチャンピオンズカップ（英語版）
- 北アフリカカップウィナーズカップ（英語版）
- 北アフリカスーパーカップ（英語版）

## 加盟国
| 国           | 連盟                     | 加盟年 |
| ------------ | ------------------------ | ------ |
| アルジェリア | アルジェリアサッカー連盟 | 2005年 |
| エジプト     | エジプトサッカー協会     | 2005年 |
| リビア       | リビアサッカー連盟       | 2005年 |
| モロッコ     | 王立モロッコサッカー連盟 | 2005年 |
| チュニジア   | チュニジアサッカー連盟   | 2005年 |

## 歴代会長
- 2005 - 2008 :  サミル・ザヘル
- 2008 - 2011 :  モハメド・ラウラウア[3]
- 2019 - 現在 :  アブデルハキム・アル＝シャルマニ